# Анна Ольденбургская
А́нна Ольденбу́ргская (нем. Anna von Oldenburg, в.-фриз. Anna fan Aldenboarch), или А́нна Ольденбу́рг-Дельменхо́рстская (нем. Anna von Oldenburg-Delmenhorst; 14 ноября 1501, Ольденбург, Графство Ольденбург — 24 сентября 1575, Эмден, Графство Остфрисланд) — принцесса из Ольденбургского дома, дочь графа Ольденбурга и Дельменхорста Иоганна V. Супруга графа  Энно II; в замужестве — графиня Остфрисланда.
С 1540 по 1561 год являлась регентом графства Остфрисланд. Во время Реформации установила систему конфессионального сосуществования в графстве. Учредила местную полицию. Провела судебную реформу. Содействовала установлению торговых отношений с другими государствами. Ввела обязательное школьное образование. Отстояла земли Остфрисланда от посягательств со стороны соседнего графства Ритберг. Способствовала отмене примогенитуры.

## Семья и ранние годы
Родилась в Ольденбурге 14 ноября 1501 года или около 1500 года. Она была дочерью графа Ольденбурга и Дельменхорста Иоганна V и Анны Ангальт-Цербстской, принцессы из ветви Ангальт-Цербст-Дессау дома Асканиев. По отцовской линии приходилась внучкой графу Ольденбурга Герхарду VI Храброму и Адельгейде Текленбургской, графине из дома Текленбург-Шверин. По отцовской линии была внучкой князя Ангальт-Цербста и Ангальт-Дессау Георга I и Анны Линдау-Руппинской, графини из дома Линдау-Руппин.
Детство Анны пришлось на время напряжённых отношений между Ольденбургом и Восточной Фризией из-за спорных территорий на границе. О ранних годах графини ничего неизвестно. Уже взрослой девушкой она была отправлена в Бранденбург, где при дворе в Кёльне получила образование достойное своего происхождения. В 1520-х годах Анна вернулась в Ольденбург, где была свидетельницей конфликта между протестантами и католиками во время Реформации.

## Брак и потомство
В Ольденбурге 6 или 7 марта 1530 года Анна, несмотря на нежелание матери, сочеталась браком с графом Остфрисланда Энно II (1505 — 24 сентября 1540). Их брачный союз приостановил спор о приграничных территориях между Ольденбургом и Остфрисландом. После свадьбы супруги жили в Эмдене. В семье графа и графини родились шестеро детей — три сына и три дочери:
- Елизавета[нем.] (10 января 1531 — 5/6 сентября 1555), графиня Остфрисланда, в Аурихе 23 мая 1555 года сочеталась браком с графом Шаумбурга и Гольштейн-Пиннеберга Иоганном V[болг.] (до 25 ноября 1512 — 10 января 1560);
- Эдцард (24 июня 1532 — 1 марта 1599), с 1558 года граф Остфрисланда под именем Эдцарда II, в Стокгольме 1 октября 1559 году сочетался браком с Екатериной Шведской (6 июня 1539 — 21 декабря 1610), дочерью короля Швеции Густава I из дома Васа;
- Анна (3 января 1534 — 20 мая 1552), графиня Остфрисланда;
- Гедвига[нем.] (29 июня 1535 — 4 ноября 1616), графиня Остфрисланда, 3 октября 1562 по контракту и 8 ноября 1562 года официально сочеталась браком с герцогом Брауншвейг-Люнебурга в Харбурге Оттоном II Младшим (25 сентября 1528 — 26 ноября 1603);
- Кристоф (8 октября 1536 — 29 сентября 1566), граф Остфрисланда, с 1561 года соправитель брата, графа Остфрисланда Эдцарда II, под именем Кристофа, каноник в Бремене;
- Иоганн (29 сентября 1538 — 29 сентября 1591), граф Остфрисланда, с 1566 года соправитель брата, графа Остфрисланда Эдцарда II, под именем Иоганна II Среднего.

## Регентство
После скоропостижной смерти супруга 24 сентября 1540 года Анна стала регентом при несовершеннолетнем сыне, графе Эдцарде II, опираясь на поддержку местных сословий. Официально регентство вдовствующей графини было признано в 1542 году, чему предшествовал длительный спор об опеке между ней и деверем, который был католиком и стремился получить в личное правление часть Остфрисланда. Старшего сына Анна отправила ко двору в Клеве, доверив его воспитание и образование герцогу Юлих-Клеве-Берга Вильгельму. Обоих младших сыновей она отослала в Страсбург, где они обучались в гимназии гуманиста Иоганнеса Штурма. Дочерей определила на воспитание при дворе в Гейдельберге у курфюрста Пфальца Фридриха II. Главным советником и доверенным лицом вдовствующей графини до своей смерти в 1566 году был её брат, граф Ольденбурга Христоф.
Правление Анны пришлось на время Реформации. Вдовствующая графиня стремилась стабилизировать систему конфессионального сосуществования в графстве, при этом сохраняя лояльность императору Священной Римской империи. Она исповедовала кальвинизм и была членом реформатской церкви, но понимала, что большая часть местного дворянства исповедуют лютеранство и цвинглианство. При ней в графстве толерантно относились также к католицизму и спиритуализму. Вдовствующая графиня предоставляла убежище всем, кто бежал от преследований по религиозному признаку. Только под давлением императора в 1549 году она запретила анабаптизм. В 1543 году Анна назначила суперинтендентом Остфрисланда теолога и реформатора Яна Ласького, который стремился объединить все местные общины протестантов в единую реформатскую церковь. В 1544 году он учредил главное собрание кальвинистского духовенства Остфрисланда. Во время Шмалькальденской войны 1546 — 1547 годов между католиками и протестантами Анна соблюдала нейтралитет. Несмотря на сопротивление вдовствующей графини, 23 августа 1548 года в Эмдене был оглашён аугсбургский интерим. Анна уступила требованию императора, но в своих владениях огласила местную форму временного постановления — «остфрисландский интерим», введя лишь некоторые ограничения для протестантов. Только после Пассауского договора 1552 года и отмены аугсбургского интерима в Остфрисланде продолжилась Реформация. В 1559 году в графстве были упразднены все монастыри.
В 1543 или 1545 году Анна учредила местную полицию. В борьбе за нравственность вдовствующая графиня запретила демонстрировать роскошь в одежде. Она ввела обязательное школьное обучение; образование детей бедняков оплачивали приходы. Анна реформировала судебную систему графства. Вместе с административными функциями, канцелярия получила функции судебные. Для выполнения этих функций в состав Канцелярского суда графом назначались советники и правоведы. Канцелярский суд выступал в роли апелляционного суда для всех подданных графства и суда первой инстанции в делах местных дворян. В 1548 году Анна назначила нового канцлера Фридриха тер Вестена и советника Петруса Медаманна, прагматический подход которых значительно улучшил работу местной администрации. В 1556 году вдовствующая графиня возобновила старые законы о возведении дамб, имевших для графства важное значение. Она внимательно следила за безопасностью торговли восточно-фризских купцов с другими странами. В 1547 году направила ко двору в Эдинбурге посольство для заключения договора Остфрисланда с Шотландией с целью безопасной морской торговли между двумя странами. В 1557 году заключила торговое соглашение Остфрисланда со Швецией, которое гарантировало свободную торговлю подданным этих государств на их территориях.
Во время её правления в мае 1556 года вспыхнул вооружённый конфликт на границе в Харлингерланде, когда граф Ритберга Иоганн II захватил часть территории, которая принадлежала Остфрисланду. Указ императора от 19 июня 1556 года, с требованием вернуть захваченные земли, правителем Ритберга был проигнорирован. Анна обратилась в Имперский камеральный суд и Вестфальский-Нижнерейнский имперский округ. Иоганн II, имевший много врагов, был заключён в тюрьму и умер в 1562 году в заключении.
В 1558 году Анна добилась отмены в графстве примогенитуры, которая была установлена при её покойном супруге. После регентства вдовствующей графини власть в Остфрисланде была разделена между тремя её сыновьями — Эдцардом, Кристофом и Иоганном. Таким образом она хотела предотвратить влияние Швеции на Остфрисланд, ставшее возможным после женитьбы в 1559 году её старшего сына Эдцарда на шведской принцессе. Это также должно было способствовать сохранению паритета между религиозными общинами: Иоганн был кальвинистом, Эдцард — лютеранином. После смерти Кристофа в 1566 году, напряжённые отношения между Эдцардом и Иоганном переросли в борьбу за власть. Со смертью последнего единоличным правителем графства стал Эдцард II.

## Смерть и память
Анна умерла в своём виттуме в Гретзиле 24 сентября 1575 года. На её погребении проповедь прочитал богослов Менсо Альтинг. Останки вдовствующей графини были погребены в усыпальнице дома Кирксена в Великой кирхе в Эмдене. Гробница Анны пострадала после бомбардировки Эмдена 6 сентября 1944 года. В 1948 году останки вдовствующей графини перезахоронили в мавзолее дома Кирксена. 7 сентября 1954 года одной из улиц в Аурихе было присвоено её имя.